# Lobios
Lobios è un comune spagnolo di 2 623 abitanti situato nella comunità autonoma della Galizia.